# Stanley Cup
La Stanley Cup, originariamente chiamata Dominion Hockey Challenge Cup, è un trofeo di hockey su ghiaccio, messo in palio annualmente dalla National Hockey League degli Stati Uniti, come premio per la squadra vincitrice dei play-off.

## Storia
La Stanley Cup, in origine una coppa decorativa del valore di 10 ghinee prodotta da un argentiere londinese, fu donata nel 1892 da Lord Stanley, all'epoca governatore generale del Canada, che era un appassionato di hockey su ghiaccio. Inizialmente fu utilizzata come trofeo in palio per la migliore squadra amatoriale del paese, da assegnarsi al termine di una sfida da parte di una squadra ai detentori e agli amministratori della coppa.
Lord Stanley aveva fissato alcune rigide regole riguardo alla coppa:
- La coppa era il premio della lega in cui partecipava il detentore.
- La coppa non sarebbe mai stata in alcun caso proprietà di un team.
- Gli amministratori della coppa hanno l'ultima parola sulle dispute riguardo a chi debba essere il detentore della coppa.
- Gli sfidanti per la coppa devono aver vinto la loro lega.
- La sfida (in cui la coppa potrebbe cambiare lega) è da decidersi o in gara unica, o in due sfide, o in una serie al meglio delle tre. Tutti gli incontri si sarebbero dovuti tenere sul ghiaccio di casa dei detentori, anche se le date e i tempi dovevano essere approvati dagli amministratori.
- L'incasso delle partite di sfida doveva essere equamente diviso fra i due contendenti.
- Una lega non poteva essere sfidante per la coppa due volte in una stagione.
- I detentori della coppa avevano il compito di restituire il trofeo in buone condizioni, se richiesto dagli amministratori.
- Il detentore della coppa ha il diritto di aggiungere un anello d'argento per commemorare la propria vittoria.

La coppa fu offerta nel 1893 per la prima volta ai Montreal AAA, campioni della Amateur Hockey Association (AHA), all'epoca la principale lega hockeistica in Canada.

### I primi anni

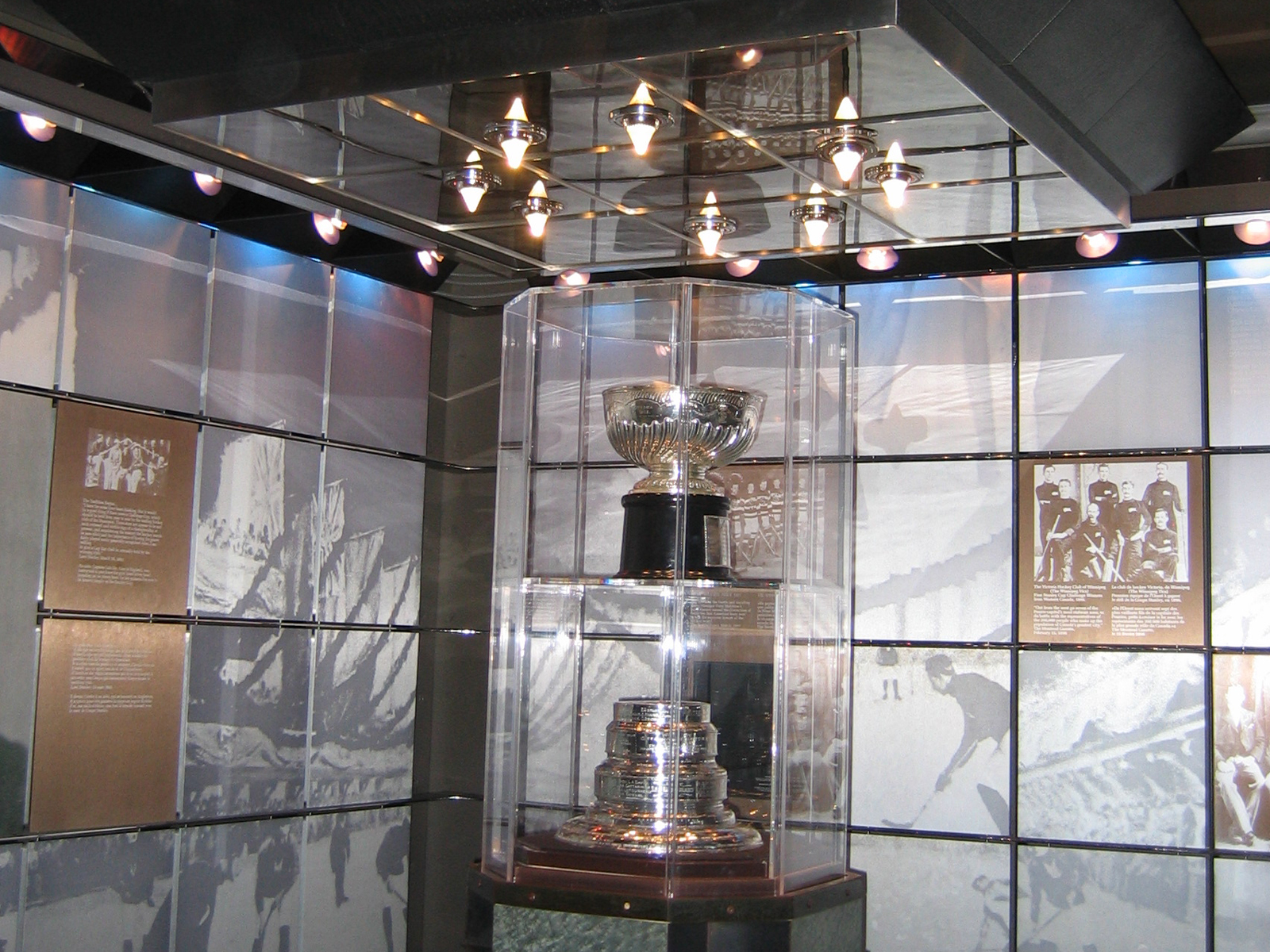
La Stanley Cup originale nel caveau della Hockey Hall of Fame

Il primo incontro di playoff per la Stanley Cup si tenne il 17 marzo 1894, e il primo incontro in cui la coppa era in palio fu il 22 marzo dello stesso anno. In quell'anno infatti quattro dei cinque team della AHA si trovarono alla fine del campionato alla pari, con 5 vittorie e 3 sconfitte. Questo creò problemi all'organizzazione della AHA, perché non era in vigore nessun sistema per stabilire chi avesse vinto. Dopo una lunga negoziazione e il ritiro del Quebec dalla corsa al titolo, si decise di tenere un torneo a tre squadre a Montréal. La prima finale della Stanley Cup vide i Montreal AAA difendere il titolo con una vittoria in finale per 3-1 sugli Ottawa Generals.
L'anno successivo ci fu la prima sfida per la coppa, lanciata dalla Queen's University. Tuttavia non si arrivò a questo senza contestazioni. L'8 marzo 1895 infatti i Montreal Victorias avevano vinto la AHA, e quindi la Stanley Cup, ma la sfida, che era in programma da tempo per il giorno dopo, si tenne fra i campioni dell'anno precedente e la compagine universitaria. Pertanto fu deciso dagli organizzatori che se i Montreal AAA avessero vinto la sfida, i Victorias sarebbero stati i campioni della Stanley Cup. Gli AAA vinsero poi l'incontro per 5-1, incoronando campioni così i rivali cittadini.
La prima sfida lanciata con successo fu l'anno dopo, ad opera dei Winnipeg Victorias, campioni della Manitoba Hockey League (MHL). Il 14 febbraio 1896 la squadra di Winnipeg sconfisse i campioni in carica per 2-0, diventando così la prima squadra al di fuori della AHA ad assicurari la coppa. Il suo regno fu però breve: i Montral Victorias, dopo aver vinto la AHA, chiesero la rivincita per la coppa. E la riportarono a casa: il 30 dicembre 1896 sconfissero Winnipeg 6-5.
La prima sfida da decidersi al meglio delle tre gare era prevista originariamente per il 1897, fra i campioni della AHA, ancora i Montreal Victorias e quelli della Central Canada Hockey Association (CCHA). Tuttavia la serie fu conclusa dopo il primo incontro, conclusosi con la schiacciante vittoria di Montral per 14-2. Bisogna aspettare il 1899 perché giocata la prima vera sfida al meglio delle tre (anche se i Winnipeg Victorias abbandonarono il secondo incontro - perdendo così la sfida - dopo una decisione arbitrale contestata); ed il 1900 perché si debbano tenere i tre incontri.
Anche il 1899 vide due differenti team difendere il titolo nello stesso anno: i Montreal Victorias vittoriosi contro nuovamente i Winnipeg Victorias; e i nuovi campioni AHA (che nel frattempo aveva cambiato nome, diventando Canadian Amateur Hockey League - CAHL), i Montreal Shamrocks, vittoriosi contro Queen's University.
Nel 1902 per la prima volta nessun team CAHL era coinvolto nella sfida per il titolo.
La serie del 1903 fu la prima in cui si dovette rigiocare un incontro. Il 31 gennaio l'orologio batté la mezzanotte mentre la seconda gara della serie fra Winnipeg Victorias e Montrael AAA era ancora in parità (2-2) dopo 27 minuti di tempi supplementari. A causa del Shabbath, la gara fu interrotta e rigiocata il 2 febbraio, con Montreal vincitrice della partita (4-2) e della serie. Un mese dopo gli AAA terminarono terzi nella CAHL, con le due squadre davanti a lei prime a pari punti. La Stanley Cup fu giocata con una doppia sfida fra i Montreal Victorias e Ottawa Silver Seven, vinta da questi ultimi, che due giorni dopo furono costretti a difendere il titolo nella sfida contro i Rat Portage Thistles. Ottawa vinse facilmente.
Il 30 gennaio 1904 una partita di campionato fra gli Ottawa Silver Seven e i Montreal Victorias cominciò in ritardo ed entrambi i team furono d'accordo per terminare la gara a mezzanotte, con i Silver Seven in vantaggio per 4-1. La CAHL ordinò invece di rigiocare la gara anziché interromperla, e la discussione che ne seguì causò l'uscita dei Silver Seven - detentori della Stanley Cup - dalla CAHL. La lega sperò che anche senza Ottawa la coppa sarebbe rimasta alla CAHL e venisse assegnata a Quebec; ma gli organizzatori la pensavano diversamente. Per un po' Ottawa non si affiliò a nessuna lega, ma nel 1905 si iscrissero alla Federal Amateur Hockey League. Quell'anno vide i Dawson City Nuggets sfidare i campioni in una delle più memorabili serie per la Stanley Cup - in parte per le 4000 miglia che la squadra dello Yukon dovette affrontare per raggiungere la capitale federale ed in parte perché i Nuggets arrivarono solo un giorno prima della partita e, stanchi per il lungo viaggio, furono surclassati nella serie. Il secondo incontro della serie vide segnare alcuni record per la Stanley Cup, ad oggi ancora imbattuti: nel 23-2 finale (più ampio scarto per una finale di Stanley Cup), Franck McGee mise a segno 14 reti.
Il 1906 vide la nascita della Eastern Canada Amateur Hockey Association (ECAHA) e - quello stesso anno in dicembre i primi giocatori professionisti parteciparono (vincendo) alle gare per la coppa. Fino al 1910, quando gli organizzatori della coppa decisero che solo i giocatori che avevano giocato la regular season nella lega della propria squadra potevano giocare le gare per la coppa, fu cosa comune che sia i detentori che gli sfidanti chiamassero a giocare le partite di sfida dei giocatori professionisti. Nel 1908 una intera squadra professionistica, i Toronto Trolley Leaguers, furono sfidanti per la coppa. Dopo di questo la Allan Cup sostituì la Stanley Cup come trofeo per l miglior squadra amatoriale Canadese, mentre la Stanley Cup divenne il simbolo della supremazia fra i professionisti.
Nel 1909 Montreal AAA e Montral Victorias, le ultime due squadre amatoriali della ECAHA, si ritirarono, e perciò la ECAHA tolse l'"Amateur" dal proprio nome, trasformandosi in ECHA, un campionato professionistico. L'anno dopo si perse anche la "E", e a metà stagione i Montral Wanderers e gli Ottawa Senators abbandonarono la CHA per passare alla neonata National Hockey Association (NHA), che grazie anche all'apporto di questi due fortissimi team divenne in breve incontestabilmente il campionato più importante del Canada.
Fino al 1912 le sfide potevano aver luogo in ogni momento, con le appropriate condizioni di ghiaccio, ed era abbastanza frequente che una squadra difendesse il titolo più volte in un anno. A partire dal 1912 però gli organizzatori stabilirono che la coppa poteva essere messa in palio soltanto dopo la fine delle stagioni regolari della squadra.

### La nuova sfida

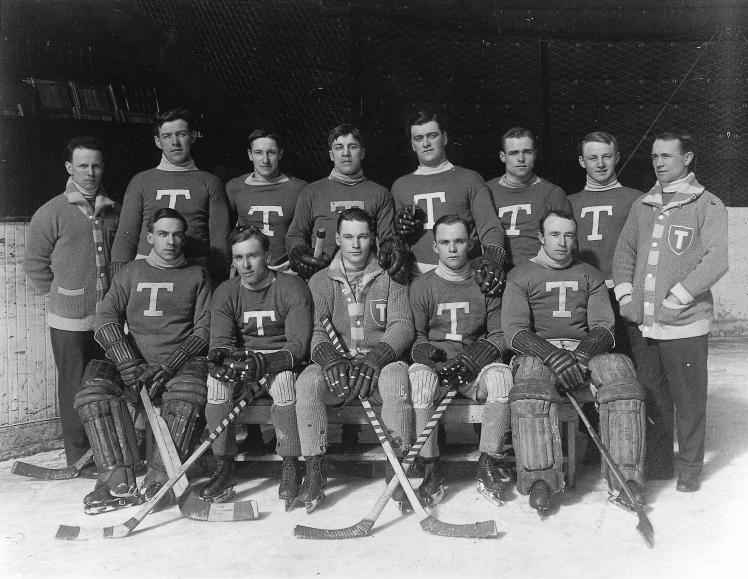
La squadra dei Toronto Blueshirts, vincitrice della Stanley Cup negli anni 1913 e 1914

Nel 1914, i Victoria Aristocrats della Pacific Coast Hockey Association (PCHA) avevano sfidato ufficiosamente per la coppa i campioni in carica dei Toronto Blueshirts in una serie amichevole. Questo preluse ad un accordo fra NHA e PCHA: a partire dall'anno successivo, i rispettivi campioni si sarebbero sfidati per la coppa; accordo che grosso modo rimase in vigore fino al 1926. La finale di Stanley Cup si sarebbe tenuta alternativamente un anno ad est ed uno ad ovest, mentre il regolamento sarebbe variato ad ogni partita: in un incontro quello NHA, nel successivo quello PCHA. I Vancouver Millionaires vinsero la prima finale ufficiale per tre incontri a zero in una finale al meglio delle 5.
Il primo team statunitense a partecipare ad una finale per la Stanley Cup (si trattava di una finale di lega, e non di una sfida) e ad aggiudicarsi il titolo furono i Portland Rosebuds nel 1916. L'anno dopo i Seattle Metropolitans furono il primo team USA a sfidare i detentori e a vincere.
Nel 1917 la NHA scomparve e nacque al suo posto la National Hockey League (NHL).
Nella stagione 1918/1919 la Stanley Cup non fu assegnata per la prima volta, quando l'epidemia di influenza che stava sconvolgendo il mondo costrinse alla cancellazione della serie di finale fra i Montreal Canadiens e i Seattle Metropolitans, e portò alla morte il giocatore di Montreal "Bad" Joe Hall. Il formato della Stanley Cup rimase invariato fino alla stagione 1921/1922, quando nacque una terza lega, la Western Canada Hockey League. Gli sfidanti erano dunque due, e una serie tra i campioni delle due leghe sfidanti decideva chi avrebbe sfidato i detentori.
Nel 1924 PCHA e WCHL si fusero nella Western Hockey League. I campioni di quella stagione, i Victoria Coguars, furono l'ultimo team non NHL ad aggiudicarsi la Stanley Cup. Dopo la scomparsa della WHL, la stagione successiva, gli amministratori della coppa garantirono alla NHL l'esclusivo controllo della Stanley Cup.

### La Stanley Cup oggi
La coppa fu messa in palio ogni anno dal 1893, ad eccezione del 1919 e del 2005 (per il lockout, la serrata). I Montreal Canadiens sono la squadra più titolata (24 volte). I Toronto Maple Leafs seguono a quota 13. La squadra statunitense con più successi sono, con 11 titoli, i Detroit Red Wings.
Nel dicembre 2004, un gruppo di tifosi di Edmonton, rese nota la propria intenzione di chiedere agli amministratori del trofeo di far disputare un challenge trophy per assegnare la Stanley Cup, a causa del lockout. Nei loro piani avrebbero dovuto partecipare i vincitori di Memorial Cup, Allan Cup e University Cup, oltre alle vincitrici delle due principali leghe minori professionistiche canadesi, AHL e ECHL. Gli attuali amministratori, Scotty Morrison e Brian O'Neill (entrambi ex arbitri in NHL) non fecero alcun passo ufficiale in questo senso, ma confermarono il possesso della Stanley Cup da parte dell'NHL.
Attualmente ci sono tre coppe: quella originale, che è in mostra in un caveau nella Hockey Hall of Fame a Toronto; un duplicato, eseguito dall'argentiere di Montreal Carl Petersen, che viene messa in palio per il vincitore dei playoff ed è anche usata per motivi promozionali; ed una replica che viene usata occasionalmente dalla Hockey Hall of Fame quando il duplicato è fuori sede. Al momento è alta 880 mm e pesa quasi 14,6 kg.
Per avere il proprio nome inciso sulla base, un giocatore deve aver giocato almeno 41 partite nella squadra vincitrice durante la stagione regolare (a patto che sia ancora con la squadra quando questa vince la coppa) oppure essere sceso sul ghiaccio in almeno una gara di finale. Tuttavia la NHL ha permesso delle eccezioni caso per caso.
Il giocatore che ha giocato per il maggior numero di squadre che hanno vinto la coppa è Henri "The Rocket" Richard, dei Montreal Canadiens, con 11 anelli. Altri due giocatori canadesi sono a quota 10: Jean Béliveau e Yvan Cournoyer.

## Incisioni sulla coppa

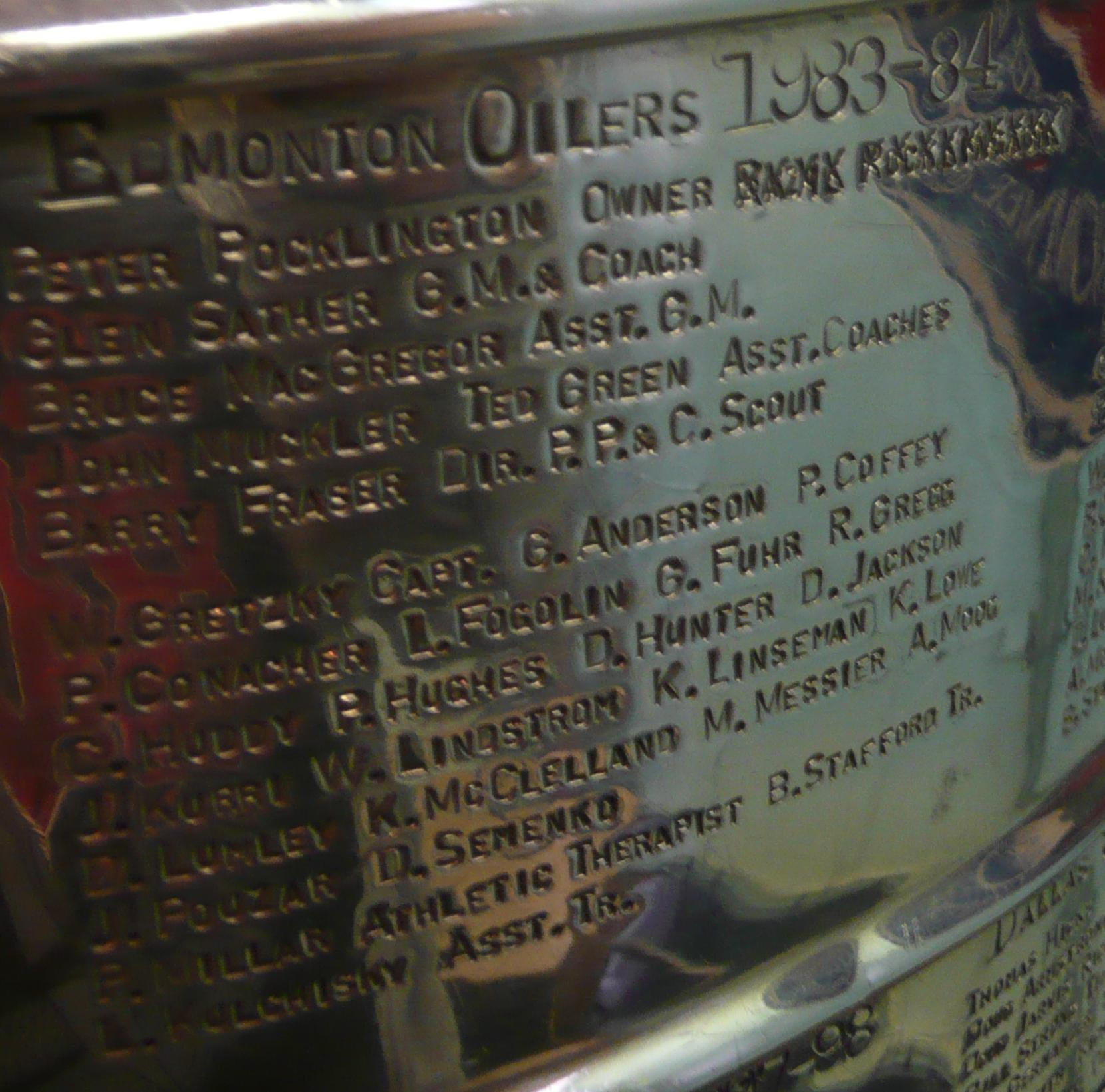
Sulla base della coppa Stanley vengono incisi i nomi di tutti i giocatori della squadra vincitrice. Quando lo spazio finisce, viene aggiunta una nuova sezione, e la più vecchia viene tolta e consegnata alla Hockey Hall of Fame

Una delle caratteristiche che rendono unica la Stanley cup è il fatto che, con poche eccezioni nel passato, è l'unico trofeo nello sport professionistico ad avere incisi su di sé i nomi di tutti i membri della squadra vincitrice.
Non è sempre stato così - una delle regole dettate da lord Stanley era che ogni squadra avrebbe potuto aggiungere - a proprie spese - un anello per commemorare la propria vittoria, ad eccezione dei primi vincitori. Inizialmente c'era solo un anello, aggiunto dai Montreal AAA. Le squadre vincitrici aggiungevano il proprio nome su quell'unico anello, finché nel 1902 lo spazio finì, e le squadre, non avendo più spazio (o forse per non voler accolarsi la spesa di un secondo anello), cominciarono a lasciare il proprio nome direttamente sulla coppa, a partire dai Montreal AAA nel 1903 e fino al 1908. In particolare, nel 1907 i Montreal Wanderer incisero il nome all'interno della coppa.
Nel 1908 per ragioni sconosciute, i Wanderers non segnarono il proprio nome. L'anno successivo, gli Ottawa Senators aggiunsero un secondo anello. Nonostante il nuovo spazio, i Wanderers nel 1910 e i Senators nel 1911 non incisero il proprio nome. Spazio che fu occupato dai Vancouver Millionaires, nonostante non avessero propriamente vinto la coppa (ma un campionato analogo chiamato World Series). Discorso analogo per altre due squadre tra il 1915 e il 1918.
Resta un mistero il motivo per cui fino al 1924 non ci furono ulteriori iscrizioni. In quell'anno i Canadiens aggiunsero un altro anello. Da allora comunque la tradizione di iscrivere la squadra vincitrice e i suoi giocatori non è mai stata interrotta. In particolare ogni anno venne aggiunto un nuovo anello (e la coppa "crebbe" dai 400 millimetri del 1909 ai quasi 900 del 1940). Nel 1948 il trofeo fu rifatto, con la coppa e un anello rimovibile.
La moderna coppa in pezzo unico fu introdotta nel 1958 con il rimpiazzo della vecchia base con una base a cinque bande (ognuna delle quali può contenere 13 team). Il nome dei vincitori del 1965, i Montreal Canadiens fu inciso su una superficie più larga del consentito e su quella fascia sono iscritte solo 12 squadre. Lo spazio sulle bande terminò nel 1991 e si prese la decisione di staccare la prima delle fasce della base (consegnata alla Hockey Hall of Fame per introdurne una nuova in fondo, di modo che la coppa non cresca ulteriormente. Nel 2004 si è reso necessario un secondo rimpiazzo

### I viaggi della coppa
La coppa è stata in molti posti in tutto il mondo ed è anche per questo uno dei trofei più conosciuti degli sport professionistici.
Fra i posti visitati dalla coppa:
- la cima di due montagne: Fisher Peak in Columbia Britannica (Canada) ed Elbert in Colorado (Stati Uniti);
- Mosca, sulla piazza Rossa e nello stadio Lužniki;
- il monumento nei pressi di Ekaterinburg che segna il confine tra Europa e Asia;
- su un ottovolante in un parco divertimenti della Universal Studios;
- presso la scritta Hollywood a Los Angeles;
- sul retro della motocicletta dell'ex giocatore dei Detroit Red Wings Darren McCarty;
- sul sellino posteriore della moto d'acqua di Brad Richards dei Tampa Bay Lightning e più tardi sulla barca da pesca del padre di questi (in entrambi i casi la coppa "indossava" il suo giubbotto di salvataggio)
- un iglù a Rankin Inlet (Canada)
- alla Casa Bianca, ospite dei presidenti George H. W. Bush e Bill Clinton;
- ospite del Late Show di David Letterman, di Meet the Press con Tim Russert e del Late Night di Conan O'Brien;
- ha preso parte alla marcia delle celebrità in favore della ricerca sul cancro nelle donne a Los Angeles nel 1999.

### Disavventure
La coppa è stata pure maltrattata, mal custodita o ne è stato fatto un uso improprio in numerose occasioni:
- Un membro degli Ottawa Silver Seven del 1905 provò a calciare la coppa da una riva all'altra del Canale Rideau gelato. Il tentativo fallì e la coppa fu ritrovata solo il giorno dopo.
- Alcune settimane dopo che i giocatori dei Montreal Wanderers del 1906 avevano dimenticato la coppa nello studio di un fotografo, si scoprì che la madre di questi l'aveva utilizzata per piantarvi gerani.
- Alcuni membri dei Canadiens del 1924, in viaggio verso la casa del proprietario della squadra Leo Dandurand per festeggiare la vittoria, fermatisi per cambiare una gomma a terra, dimenticarono la coppa sul ciglio della strada. La Stanley Cup fu ritrovata esattamente dov'era stata lasciata.
- Nel 1925 i fratelli Lynn e Muzz Patrick, figli dell'allenatore e manager dei Victoria Cougars Lester Patrick scovarono la coppa nella cantina di casa e con un chiodo incisero i loro nomi sulla coppa. Nel 1940, Lynn e Muzz furono iscritti con pieno diritto sulla coppa come giocatori dei New York Rangers. Sono ricordati anche perché in occasione di quella stessa vittoria urinarono nella coppa coi compagni di squadra.
- Nella stagione 1940/1941 fu pagata l'ipoteca sull'allora Madison Square Garden. Gli amministratori dell'arena bruciarono pubblicamente l'ipoteca nella coppa. Alcuni tifosi ritengono che questa azione "dissacrò" la coppa e collegano questo avvenimento alla Maledizione del 1940, che avrebbe avuto come conseguenza un'attesa di 54 anni perché i Rangers potessero aggiudicarsi nuovamente il trofeo (attualmente l'ultimo di una squadra di hockey della Grande Mela).
- Bryan Trottier dei New York Islanders non solo ha dormito con la coppa (cosa - pare - fatta da molti altri giocatori prima e dopo di lui), ma l'ha anche usata come ciotola per il suo cane (anche questo fu fatto da molti giocatori).
- Nel 1987 Mark Messier degli Edmonton Oilers la portò in un locale di strip-tease della sua città di origine e permise che i tifosi bevessero dalla coppa. A fine serata la coppa risultava ammaccata in più punti per ragioni sconosciute. La coppa fu riparata da un carrozziere del posto e rispedita alla Hockey Hall of Fame.
- Sia i Pittsburgh Penguins nel 1991 che i Montreal Canadiens nel 1993 misero alla prova le sue capacità di galleggiamento nelle piscine rispettivamente di Mario Lemieux e di Patrick Roy (come riferito dal capitano dei Canadiens Guy Carbonneau, "La Stanley Cup non galleggia")
- Alcuni dei Rangers del 1994 l'hanno portata a Belmont Park, un ippodromo vicino a New York. Una volta lì, riempirono la coppa d'avena e la "offrirono" al vincitore del precedente derby del Kentucky, Go for Gin.
- Sylvain Lefebvre dei Colorado Avalanche nel 1996 ci fece battezzare la figlia.
- Nel 2003 la Coppa avrebbe dovuto fare la sua prima visita in Slovacchia al seguito di Jiri Bicek dei New Jersey Devils, ma non arrivò mai, perché era stata inavvertitamente lasciata in Canada.
- Il 22 agosto 2004 Walter Neubrand, custode della coppa, era in viaggio verso Fort St. John, nella Columbia Britannica, per portare la coppa all'head scout dei Tampa Bay Lightning Jake Goertzen. Tuttavia i responsabili della Air Canada all'aeroporto di Vancouver tolsero il trofeo (pesante 16 kg) dal bagaglio per le restrizioni sul peso. La Stanley Cup passò la notte nell'area merci, a 1200 chilometri di distanza. Raggiunse Fort St. John il giorno dopo.

### Errori nelle incisioni
Ci sono stati numerosi errori nelle incisioni sulla Coppa, alcuni dei quali esistono anche sul duplicato:
- 1929: l'allenatore-giocatore dei Boston Bruins, Cy Denneny, è in elenco due volte (una come giocatore, una come allenatore), una trascritta correttamente, l'altra come "Cy Dennenny".
- 1952: il nome dell'allenatore dei Detroit Red Wings Tommy Ivan è stato sbagliato in "Nivan", mentre il cognome di Alex Delvecchio in "Belvecchio".
- 1964: venne inciso in maniera errata il nome della squadra, da Toronto Maple Leafs a "Toronto Maple Leaes"; la stessa cosa successe ai Montreal Canadiens (divenuti "Montreal Canadiene") e nel 1981 ai New York Islanders (divenuti "New York Ilanders").
- 1984: il proprietario degli Oilers Peter Pocklington incluse nella lista il nome del padre Basil, che nulla c'entrava con la squadra. Il nome fu cancellato con una serie di "X".
- 1996: Adam Deadmarsh, attaccante dei Colorado Avalanche, risultò "Deadmarch". In seguito l'errore fu corretto - ed era la prima volta che ciò succedeva. Sei anni dopo Manny Legace diventò "Lagace", ed anch'esso fu corretto.

## Eventi importanti

### L'epidemia di influenza del 1919: Stanley Cup non assegnata
Durante la finale di playoff della stagione 1918/1919 fra Montreal Canadiens e Seattle Metropolitans, molti giocatori dei Canadiens contrassero la spagnola. La finale fu cancellata alla quinta ed ultima partita. L'ultima gara non fu mai giocata perché i giocatori di Montreal Joe Hall, Manager Kennedy, Billy Coutu, Jack McDonald e Edouard Lalonde erano ricoverati in ospedale con l'influenza. Quando Hall morì, quattro giorni dopo, la gara fu cancellata e la serie venne abbandonata, lasciando il risultato in parità (due vittorie per parte). Fu l'unico anno senza l'assegnazione della Stanley Cup prima del lockout del 2004/2005.

### 1927: la rissa per la coppa
Nella gara 4 della serie del 1927 il difensore dei Boston Bruins Billy Coutu scatenò una rissa per la coppa, pare per ordine dell'allenatore Art Ross. Coutu colpì con un pugno l'arbitro Jerry LaFlamme. Come risultato, Coutu fu il primo giocatore ad essere squalificato a vita dalla NHL. L'8 ottobre 1929 la sospensione fu ammorbidita, e Coutu poté giocare nelle leghe minori. Non giocò mai più in NHL.

### 2004/2005: illockout
Una disputa sul contratto collettivo fra i proprietari della NHL e la NHL Players' Association, il "sindacato" dei giocatori, portò ad una serrata (lockout, appunto) iniziata il 15 settembre 2004, che ha causato la cancellazione della stagione 2004/2005 e dei playoff della Stanley Cup il 16 febbraio successivo. Un sito per i tifosi (Free Stanley) fu ideato nella speranza che la coppa potesse essere messa in palio tra i migliori team canadesi. Si chiedeva il ritorno al formato della "sfida" degli inizi. Un gruppo in Ontario noto come Justice for Stanley è addirittura ricorso alla Corte Suprema dell'Ontario, chiedendo che gli amministratori della coppa mettessero in palio il trofeo nonostante lo sciopero. Il governatore generale Adrienne Clarkson propose che il trofeo andasse alla miglior squadra di hockey su ghiaccio femminile, ma il 10 marzo 2005 annunciò la creazione di un nuovo trofeo per questo scopo.
Di conseguenza moltissimi giocatori, per mantenersi allenati, hanno giocato in questa stagione in 19 paesi europei dove l'hockey è seguito, alcuni anche in Italia.
L'annuncio della fine dello sciopero viene dato il 13 luglio 2005. Giocatori e proprietari raggiunsero un accordo per il contratto collettivo di lavoro. La stagione 2005/2006 è regolarmente iniziata il 5 ottobre 2005, con il cambiamento di alcune regole.

## Cultura di massa
Il trofeo è colloquialmente noto come "la tazza di Lord Stanley" (in inglese Lord Stanley's Mug) o "la coppa d'argento" (in inglese The Silver Cup); e tradizione vuole che il team vincitore beva champagne direttamente dalla coppa dopo la vittoria. Un'altra tradizione vuole che la coppa sia consegnata immediatamente dopo la fine dell'ultima partita della serie di finale al capitano dei vincitori e che sia lui il primo a sollevarla; la coppa poi viene fatta passare di giocatore in giocatore e sollevata da ogni membro della squadra durante il giro di campo: è il cosiddetto skating the cup. Questa tradizione fu interrotta nel 2001 da Joe Sakic e Ray Bourque quando i Colorado Avalanche vinsero la coppa. Il settimo incontro della serie di finale era l'ultimo per Bourque dopo 22 anni di carriera in NHL e non aveva mai vinto il titolo prima di allora. Quando il capitano Sakic ricevette la coppa dall'NHL Commissioner Gary Bettman non la sollevò, ma la passò a Bourque perché fosse lui a sollevarla per primo.
Un'altra tradizione (o - piuttosto - una superstizione) molto rispettata dai giocatori è che nessun giocatore può toccare la coppa finché la sua squadra non si è legittimamente aggiudicata la Stanley Cup.
Alcuni giocatori hanno avuto la coppa tutta per sé per un giorno. È una tradizione nata nel 1995, e poi consolidata ed estesa a tutti i componenti della squadra vincitrice. Il trofeo è però sempre accompagnato da un rappresentante della Hockey Hall of Fame.
Lord Stanley stesso non vide mai un incontro in cui la sua coppa fosse in palio, essendo tornato in Inghilterra nel 1893.